# Encarsia bellottii
Encarsia bellottii is een vliesvleugelig insect uit de familie Aphelinidae. De wetenschappelijke naam is voor het eerst geldig gepubliceerd in 1998 door Evans & Castillo.